# Coccoloba nutans
Coccoloba nutans Kunth – gatunek rośliny z rodziny rdestowatych (Polygonaceae Juss.). Występuje naturalnie w Peru. 

## Morfologia
PokrójWiecznie zielone drzewo.
LiścieBlaszka liściowa jest nieco skórzasta i ma podłużnie odwrotnie jajowaty, odwrotnie jajowaty lub podłużnie eliptyczny kształt. Mierzy 9–27 cm długości, jest całobrzega, o sercowatej nasadzie i spiczastym wierzchołku.